# Frankie Valli
Frankie Valli (właściwie Francesco Stephen Castelluccio, ur. 3 maja 1934 w Newark w stanie New Jersey) – amerykański piosenkarz, były frontman zespołu The Four Seasons. Karierę solową rozpoczął w 1967, ale jeszcze przez kilka lat współpracował z macierzystym zespołem. Jego najbardziej znanymi utworami solowymi są "Can't Take My Eyes Off You" (1967) oraz "My Eyes Adored You" (1975). Ta druga piosenka dotarła na sam szczyt listy przebojów Billboard Hot 100.
Wystąpił także gościnnie w piątym sezonie Rodziny Soprano jako Rusty Millio.

## Albumy solowe
- Frankie Valli: Solo (1967, reedycja 2008)
- Timeless (1968, reedycja 2008)
- Half & Half (1970, przy współpracy z The Four Seasons)
- Chameleon (1972, przy współpracy z The Four Seasons)
- Closeup (1975, reedycja 2008)
- Inside You (1975, przy współpracy z The Four Seasons)
- Our Day Will Come (1975, reedycja 2008)
- Valli Gold (1975)
- Valli (1976)
- Lady Put the Light Out (1977, reedycja 2008)
- Frankie Valli Hits (1978)
- Frankie Valli... Is the Word (1978, reedycja 2008)
- Very Best Of Frankie Valli (1979)
- Superstar Series Volume 4 (1980, przy współpracy z The Four Seasons)
- Heaven Above Me (1980, reedycja 2008)
- Frankie Valli and The Four Seasons 25th Anniversary Collection (1988, przy współpracy z The Four Seasons)
- Frankie Valli & The 4 Seasons volume 2 rarities (1990, przy współpracy z The Four Seasons)
- Frankie Valli Solo Timeless 2LPs ON 1 CD + Bonus Tracks (1994)
- The 4 Seasons Frankie Valli Half & Half Plus 6 Bonus Tracks (1996, przy współpracy z The Four Seasons)
- Frankie Valli Greatest Hits (1996)
- In Season The Frankie Valli & The 4 Seasons Anthology (2001, przy współpracy z The Four Seasons)
- ...Jersey Beat... The Music Of Frankie Valli & The 4 Seasons (2007, przy współpracy z The Four Seasons) 3 CD + 1 DVD
- Frankie Valli and The Four Seasons The Motown Years (2008, przy współpracy z The Four Seasons)